# Unión Federal Nacionalista Republicana
La Unión Federal Nacionalista Republicana (UFNR) fue un partido político español, de ámbito catalán, que existió entre 1910 y 1917. Fue una formación que agrupó en su seno a diversas corrientes ideológicas, desde republicanos y federalistas hasta nacionalistas catalanes. Víctima de varias crisis internas, terminaría desapareciendo en 1917.

## Historia
En abril de 1910 los restos de la Unión Republicana, el Partido Republicano Democrático Federal y los catalanistas el Centre Nacionalista Republicà se unieron para formar la Unión Federal Nacionalista Republicana (UFNR). No obstante, con anterioridad ya había existido una colaboración entre estas formaciones: desde 1909 los tres partidos ya habían puesto en marcha una alianza electoral, Esquerra Catalana, que se había presentado a algunos comicios. El partido nacía con la intención de constituir una formación republicana, catalana y de izquierdas, que pudiera plantar cara tanto a la Lliga Regionalista como al lerrouxismo. El diario El Poble Català ejerció como órgano oficial.
Las principales figuras de la UFNR fueron Pedro Corominas, José María Vallés Ribot, Jaime Carner, Francesc Layret, Pedro Juan Llort, José Puig Esteve y Antonio Rovira Virgili. Otros militantes destacados fueron Ildefons Suñol, Joaquín Lluhí, Eusebio Corominas, Albert Bastardas, Trinidad Monegal, etc. José María Vallés sería nombrado presidente.
En las elecciones de 1910 el partido cosechó un éxito electoral, obteniendo once diputados en las Cortes; en Barcelona el partido fue la segunda fuerza más votada y obtuvo el 30% de los votos. Al año siguiente la formación se unió a la Conjunción Republicano-Socialista. La UFNR, sin embargo, nunca constituyó un verdadero partido y la heterogeneidad de sus planteamientos ideológicos —muchos de sus líderes procedían de diversos sectores— le acabarían pasando factura. La muerte de José María Vallés en 1911 agudizó las diferencias internas, que se agravaron con la marcha en 1912 de varios miembros al Partido Reformista.
En febrero de 1914 se firmó con el Partido Radical de Alejandro Lerroux el llamado Pacto de Sant Gervasi, por el cual ambas formaciones formaban una alianza electoral frente a la amenaza de la Lliga Regionalista. El acuerdo fue mal recibido por los sectores más nacionalistas de la unión, muchos de los cuales se dieron de baja; además, la UFNR obtuvo unos magros resultados en las elecciones de 1914, lo que provocaría una grave crisis interna. Los malos resultados electorales provocaron que figuras relevantes como Francesc Layret, Gabriel Alomar y Marcelino Domingo abandonaran el partido, y fundaran más adelante el Bloc Republicà Autonomista. La coalición con los radicales de Lerroux se repitió en las elecciones de 1916, pero los malos resultados dejaron al partido prácticamente deshecho. Sólo el grupo de concejales de Barcelona y Badalona subsistieron liderados por Santiago Estapé hasta 1917, cuando la casi totalidad de sus miembros se integraron en el recién constituido Partit Republicà Català.

## Periódicos
Como órganos portavoces, la UFNR tuvo El Poble Català, La Forja y La Publicidad.